# Makhoarane Community
Makhoarane Community är en gemenskap i Lesotho.   Den ligger i distriktet Maseru, i den västra delen av landet, 30 km söder om huvudstaden Maseru.